# Porto Ercole
Porto Ercole är en liten ort i närheten av Orbetello i provinsen Grosseto i södra Toscana i Italien.
Porto Ercole är en kommundel (frazione) i kommunen Monte Argentario.
Den italienske målaren Caravaggio dog i Porto Ercole 1610 och har fått sitt sista vilorum i kyrkan Sant'Erasmo.